# Радош Јелић
Радош Јелић (5. март 1929 — 17. април 2008) био је црногорски књижевник.

## Биографија и стваралаштво
Отац му се звао Радисав Драгов, по занимању земљораник (1892–1973), а мајка Лепосава П.Станисавић (1895–1979) била је домаћица. Изгнани су из Метохије 1941. године. Четвороразредну основну школу учио у Јунику (општина Дечани), нижу гимназију у Беранама и Андријевици, а учитељску у Херцег Новом и Никшићу (1951). Завршио ШРАО (Школу резервних артиљеријских официра) у Загребу 1952. Ванрадно дипломирао на групи Историја и географија ВПШ у Нишу (1955).
Учитељ у селу Врањештица, срез Колашин (1952-1955); директор ОШ „Џафер Никочевић“ у Гусињу, општина Плав (1955-25.XИИ 1960); просвјетни савјетник за разредну и предметну наставу у Заводу за просвјетно-педагошку службу у Беранама за општине Плав, Беране, Рожаје, Бијело Поље (1961-1977); помоћник директора у ОШ „Бајој Јојић“ у Андријевици (три мандата; до одласка у старосну пензију). Био посланик Културно-просвјетног вијећа Републике Црне Горе (1969-1975), предсједник књижевног клуба „Михаило Лалић“ у Андријевици; оснивач и предсједник Огранка Вукове задужбине у Андријевици.
Књижевним стваралаштвом почео се бавити у средњој школи. Михаило Лалић га охрабрио да причу Рама Ђомбалај“ пошаље Побједи (1975). Прича много читана и хваљена, после чега се расписао и из године у годину објављивао своје књиге, а и као коаутор (Аутобиографска белешка). Прозаист (романи и приповетке) и сакупљач усменог стваралаштва у крајевима у које Вук није долазио јер није могао од ага и бегова из Плава и Гусиња (долине Ибра, Таре и Лима). Сакупљени материјал дат ЦАНУ на располагање, а дио му објавио Радио Београд као ИВ књигу Вукова кола под насловом "Птица је шарена споља а човјек изнутра" (1978).
Он је „писац са особитом имагинацијом и снагом солидног приповједног дара“ (Драго Ћупић, Предлог за доделу Награде „Марко Миљанов“, за 2000). Његове прозе „ослоњене су на народно казивање, причу, традицију… и, углавном, с историјском тематиком“. Инспирације му нису „личности које бележи историја, већ… личности које карактеришу вријеме, средину.“ У књижевној обради полазио од „аутентичног податка, историјске и мемоарске грађе, посебно приче појединаца, добрих памтиша народне традиције, као шро је и он сам“ (Милош Вулевић, Ослоњеност на народно казивање – о књизи Шамија). Доиста, његове „књиге и приче су све гола истина – и догађаји и актери су истинити“, јер настојао је да сакупи „етику, морал. Васојевића – тог највећег српског племена“- о коме је „знао све што се лоше и добро десило… за триста година“ „Аутобиографска белешка). По богатству народне лексике и једноставности казивања његова проза се „приближава вуковском типу приповиједања“, али није лишена богате метафоричности и сликовитости изграђеног књижевног израза“ (Драго Ћупић, Предлог...). У његовим причама „има фрагмената особене поетске снаге“, који „увјерљиво говоре о (…) дару да свијет који је спознао и промислио, транспонује у запис умјетнички вриједан и (…) незаобилазан за сваку будућу историју етике и филозофије, за посебну врсту хрестоматије“ (Зоран Ровчанин, Посебни фрагменти кратке приче – о збирци "Зле међе").
Добитник књижевне награде „17.јул“ (Андријевица, 1995), СУБНОР Пљеваља наградио му и наградом три приче (Лука, хумка са осамнаест цвјетова и синови – 1991, 1994 И 1997). Добитник плакете ЈНА. Одликован Орденом за војне заслуге са сребрним зрацима. Члан Удружења књижевника Црне Горе (од 1975). Живио је у Подгорици.

## Коауторске књиге
- „Слатина и Слатињани у историји и традицији“ (САНУ, Београд 1992), коаутор са Милуном К. Јелићем
- „Оснивање и рад Андријевичке школе 1863-1973“ (Пријепоље, 1973)
- „Учитељска школа у Херцег Новом и Никшићу 1945-1951“ (Обод, Цетиње, 2000; II издање 2001).

## Фељтони
- „Судовање у Васојевићима“ (Побједа, 1993)
- „Школовање женске дјеце у Васојевићима“ (Побједа, 2007)
- „Мирење Михаила Лалића са Васојевићима“ (Побједа, 2008)
- „Васојевке у НОР-у“ (Побједа, 2007)
- „Запис о Комовима – цару планина“ (Побједа, 2007)
- „Из живота и војевења генерала Радомира Вешовића“ (Побједа).

## Награде
- Добитник књижевне награде „17. јул“ (Андријевица, 1995)
- СУБНОР Пљевља му је доделио I награду за три приче („Лука“, „Хумка са осамнаест цвјетова“ и „Синови“ – 1991, 1994. и 1997)
- Добитник Плакете ЈНА, одликован Орденом за војне заслуге са мачевима.
- Орден рада са сребреним вијенцем.